# Північна Ізіалія Нгва
Північна Ізіалія Нгва (англ. Isiala Ngwa North) — одна із 17 територій місцевого управління штату Абія, Нігерія. Адміністративний центр — місто Окпуала Нгва.
Площа — 283 км2. Чисельність населення — 153 734 осіб (станом на 2006 рік).